# Isola di Tritone
L'Isola di Tritone è una piccola isola appartenente all'arcipelago delle Isole Paracelso, nel Mar Cinese Meridionale. Si tratta di un territorio conteso, amministrato dalla Cina ma rivendicato anche da Taiwan e Vietnam.

## Storia recente
Nel luglio 2017 l'Isola di Tritone fu al centro di un caso diplomatico tra Cina e Stati Uniti d'America. Il passaggio del cacciatorpediniere statunitense USS Stethem nelle vicinanze dell'isola provocò la reazione infastidita del governo di Pechino. Il Ministero degli esteri dichiarò: «Questa è una provocazione politica e militare [...] La Cina chiede all'America di fermare urgentemente questo tipo di provocazioni che violano la sovranità e minacciano la sicurezza della Cina».